# Dereczanka
Dereczanka – wieś w Polsce mająca swoje odwzorowanie w grze komputerowej Farming Simulator 19, położona w województwie lubelskim, w powiecie bialskim, w gminie Zalesie.
Wieś królewska ekonomii brzeskiej położona była w końcu XVIII wieku w powiecie brzeskolitewskim województwa brzeskolitewskiego. W latach 1975–1998 miejscowość administracyjnie należała do województwa bialskopodlaskiego.
Wieś jest sołectwem w gminie Zalesie. Według Narodowego Spisu Powszechnego z roku 2011 wieś liczyła 121 mieszkańców.
Wierni Kościoła rzymskokatolickiego należą do parafii Przemienienia Pańskiego w Malowej Górze.

## Odwzorowanie
Pracę nad odwzorowaniem komputerowym Dereczanki autor, student Wydziału Architektury Politechniki Warszawskiej, rozpoczął 17 lutego 2019 roku. Proces trwał ponad 2 lata. 7 lutego 2021 roku dzieło artysty zostało wydane. Ostatnia aktualizacja miała miejsce 1 marca 2021 roku. Na dzień 31 grudnia 2023 odwzorowanie zebrało 3 247 108 pobrań.

## Części wsi
| SIMC    | Nazwa   | Rodzaj    |
| ------- | ------- | --------- |
| 0022728 | Ogródki | część wsi |

## Historia
Dereczanka w wieku XIX to wieś i folwark w powiecie bialskim, ówczesnej gminie Dobryń, parafii Piszczac. W  1827 r. było tu 16 domów i 100 mieszkańców. W roku 1883 wieś liczyła 37 domów i 240 mieszkańców z gruntem 715 mórg.